# Clavus sulekile
Clavus sulekile é uma espécie de gastrópode do gênero Clavus, pertencente a família Drilliidae.